# Verbesina linearis
Verbesina linearis là một loài thực vật có hoa trong họ Cúc. Loài này được (McVaugh) B.L.Turner miêu tả khoa học đầu tiên năm 1988.